# Apopetelia brunneonotata
Apopetelia brunneonotata är en fjärilsart som beskrevs av W. Warren 1907. Apopetelia brunneonotata ingår i släktet Apopetelia och familjen mätare. Inga underarter finns listade i Catalogue of Life.